# San Romolo (Sanremo)
San Romolo is een plaats (frazione) in de Italiaanse gemeente Sanremo.